# Kertanegla
Kertanegla is een bestuurslaag in het regentschap Tasikmalaya van de provincie West-Java, Indonesië. Kertanegla telt 4490 inwoners (volkstelling 2010).